# (14365) Jeanpaul
(14365) Jeanpaul (1988 RZ2) – planetoida z pasa głównego asteroid okrążająca Słońce w ciągu 4,39 lat w średniej odległości 2,68 j.a. Odkryta 8 września 1988 roku.